# عسکر خان افشار
میرزا عسگرخان افشار ارومی از سرداران سپاه عباس میرزا بوده‌است که در سال ۱۲۲۴ ه‍.ق توسط فتحعلی شاه، به عنوان سفیر ایران در فرانسه، اعزام می‌شود. او در ۲۰ ژوئیه ۱۸۰۸ به پاریس رسید و در ۴ سپتامبر همان سال با ناپلئون دیدار کرد. به ادعای برخی منابع وی در ادامه حیات به لژ فراماسونری پیوسته بود. دوران کاری عسکرخان افشار در پاریس به عنوان سفیر تا حدودی همزمان با سفیر امپراتوری عثمانی محیب افندی بود. در سال ۱۸۱۷، عسکر خان به عنوان مهماندار سفارت روسیه (راهنمای رسمی سفارت روسیه) به ریاست ژنرال یرمولوف منصوب شد.

## سفیر فرانسه

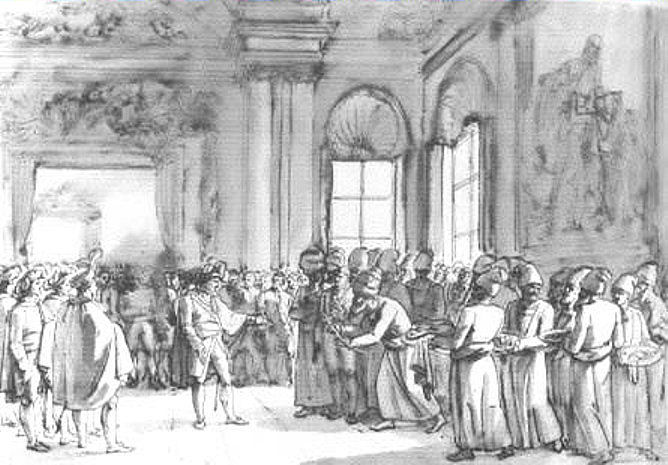
ملاقات عسکر خان افشار پا ناپلئون یکم، ۴ سپتامبر ۱۸۰۸، نقاشی اثر بنجامین زیکس.

میرزا عسگرخان افشار ارومی در سال ۱۲۲۴ ه‍.ق توسط فتحعلی شاه به عنوان سفیر ایران به فرانسه رفت تا روابط میان ایران و ناپلئون بناپارت را تقویت کند.

## رابطه با بریتانیا
میرزا عسگرخان افشار ارومی به سرعت جذب لژ فراماسونری اسکاتلند وابسته به انگلستان شد و به دلیل اهمیتی که انگلیسی‌ها برای او قائل بودند، برخلاف روال معمول، ظرف ۲۱ روز پس از عضویت در لژ، به مقام استادی رسید.
در آن مقطع روابط انگلیس و دربار فتحعلی شاه، تیره بود. استعمار بریتانیا به نقش و کارکرد اصلی میرزا عسگرخان برای جاسوسی و تلاش جهت برهم زدن نقشه ناپلئون برای زمینه‌سازی ارتباط با ایران علیه انگلیس به شدت نیازمند بود و عسگرخان هر دوی این وظایف را به خوبی انجام داد. هرچند که آن زمان، فتحعلی شاه او را برای تحکیم روابط با فرانسه علیه دولت انگلیس، اعزام کرده بود؛ به هیچ روی این اتفاق عملی نشد. عسگرخان ارومی همچنین مأموریت یافت تا در اصفهان به تشکیل لژ فراماسونری بپردازد.

## حکمرانی ارومیه
میرزا عسگرخان افشار ارومی در سال ۱۲۶۶ ه‍. ق، پس از بازگشت به ایران، به حکومت ارومیه گماشته شد.